# カーディフ中央駅
カーディフ中央駅 （ウェールズ語: Caerdydd Canolog、英語: Cardiff Central railway station、以前は「カーディフ一・ゼネラル駅」と呼ばれていた）はウェールズの首都カーディフの中心駅である。サウス・ウェールズ本線上にあり、ウェールズで最大かつ最も忙しい駅である。駅舎はイギリス指定建造物2級に指定されている。     

## 駅の施設

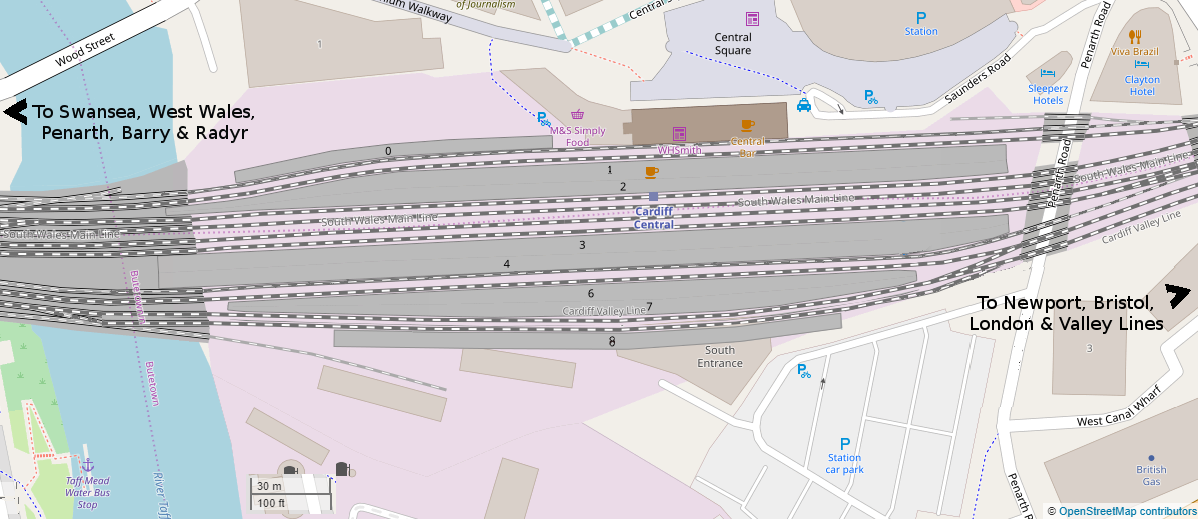
カーディフ中央駅の配置

駅には2つの入り口がある。北のメインエントランスはメインコンコースに通じており、セントラルスクウェアに面している。ミレニアムスタジアム、スタジアムハウス、サウスゲートハウスの3つの主要なランドマークがここから見える。
南側の入り口は、Tresillian Wayに繋がっており、駅前248台分の有料駐車場がある。   
チケットデスクと自動販売機、ATM、インフォメーションデスク、出発と到着を示す電光掲示板、公衆電話、新聞販売店、食料品店など、施設の大部分はメインコンコースにある。駅にはウェールズで唯一のファーストクラスの待合室がある。
英国交通警察は、カーディフ中央駅に駐留している 。

## プラットホーム

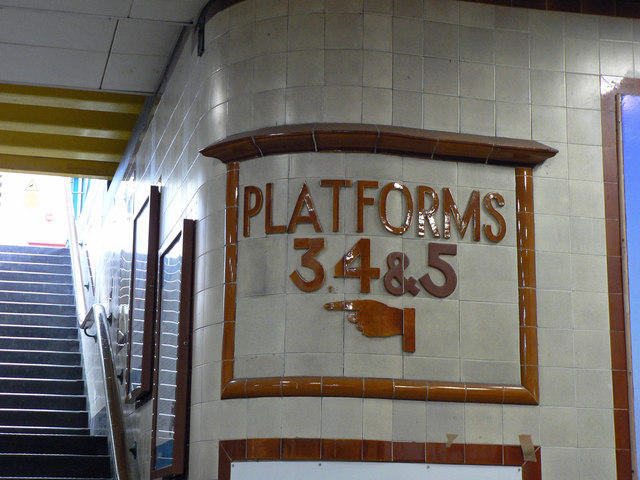
1930年代に設置された、ホームを案内する標識。現存しない5番線が示されている。

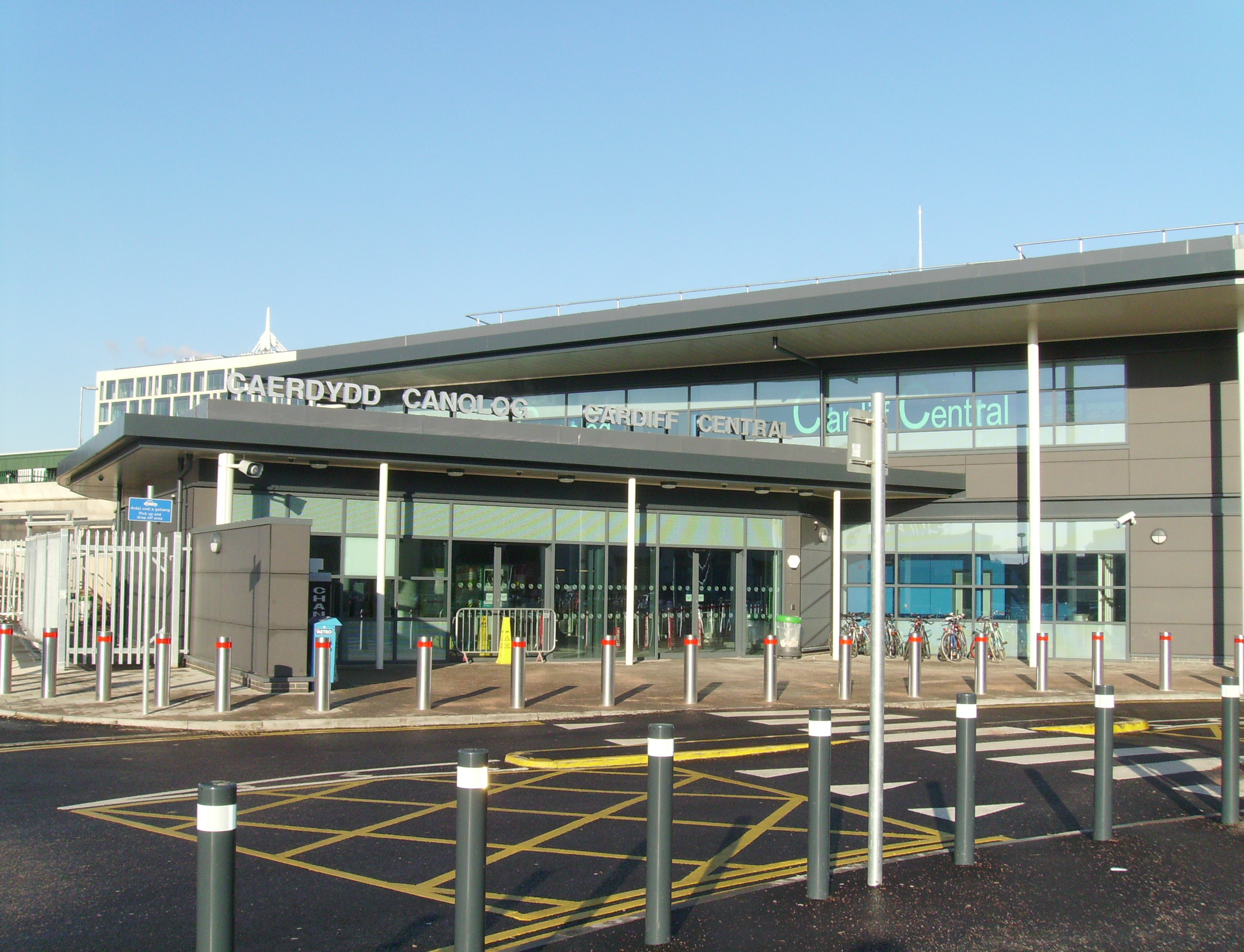
南口

カーディフ中央駅には8つのプラットホームがあり、北から順に、0、1、2、3a / b、4a / b、6、7、8の番号が付けられている。  
2番線と3番線の間には、プラットホームが無い通過線が2本存在する。ただし、カーディフ中央駅を経由する定期旅客列車全列車が当駅に停車する。 
3番線及び4番線は「A」と「B」セクションに分かれており、2つのローカル列車または9両編成のイギリス鉄道800形列車が入線できる。他のプラットホームも複数の列車で使用できるが、セクション化されていない。 
5番線は以前は3,4番線の西側に切欠きホームとして存在していたが、1960年代に撤去された。現在は看板の表示として残っている。0番線は駅の北側にある短いプラットホームであり、1999年に増設された。

### 運用
0番線から4番線は通常、グレートウエスタン鉄道及びクロスカントリーが運営する長距離列車や、ウェールズ鉄道交通サービスが運営する長距離普通列車が発着する。その行先にはロンドン・パディントン、ブリストル・テンプル・ミーズ、バーミンガム・ニューストリート、マンチェスター・ピカデリー、スウォンジー、ミルフォード・ヘイブンやウェールズ北部方面等が含まれる。 
6番線から8番線は、カーディフ・クイーン・ストリート駅、カーディフ北部、サウス・ウェールズ・ヴァレーズ、ヴェール・オブ・グラモーガンを結ぶバレーラインの列車で使用される。 

## 列車の運行

カーディフ中央駅を中心としたウェールズ南東部の鉄道網

カーディフ中央駅には、3社の列車運行会社が乗り入れている。概要は次のとおり。 

### グレート・ウェスタン・レールウェイ
- ロンドン・パディントンまで、サウス・ウェールズ本線（英語版）及びグレート・ウェスタン本線を経由して1時間に2本の列車を運行する。これらのうち1時間に1本はカーディフ中央駅止まりであり、もう1本は西のスウォンジー（英語版）まで運行する。カーディフ中央駅からロンドン・パディントンまでの所要時間はおよそ2時間10分前後。切符を当日買う場合、ロンドン・パディントンまでの普通車を使用した場合の運賃は47.3ポンドである[9]。ロンドン・パティントンでヒースロー・エクスプレスに乗り換えることで、カーディフ中央駅とヒースロー空港の間を乗換時間を含めて概ね3時間で結ぶことができる。車両は基本的にイギリス鉄道800形が使用される。殆どの列車でビュッフェサービスが受けられる上、平日の一往復だけではあるが、一等車で予約した者のうち希望者対しプルマンダイニングのサービスが提供される。夕方のロンドン・パディントン発の列車は座席指定をしておくことが推奨されている。
- ポーツマス・ハーバーへ、1時間に1本の列車を運行している。ポーツマス・ハーバーまでの所要時間は約3.5時間。この列車はブリストル・テンプル・ミーズを経由する。殆どの列車で車内販売が営業している。座席指定も可能であり、朝と夕方の一部列車は座席指定が推奨されている。なお、2019年12月から5両編成に強化されることがアナウンスされている[10]。
- トーントン（英語版）へ、1時間に1本の列車を運行している。トーントンへは約2時間。この列車もまた、ブリストル・テンプル・ミーズを経由する。なお、2019年12月から、HSTを短編成化のうえリニューアルしたCastle classの車両を使用することがアナウンスされている[11]。

### クロスカントリー
- カーディフ中央駅からバーミンガム・ニューストリート経由でノッティンガム（英語版）へ、およそ1時間に1本の列車を運行している。バーミンガムまでの所要時間は約2時間。主に170形で運行される。
- このほか夏季期間中に、マンチェスター・ピカデリー - ブリストル・テンプル・ミーズ間の列車の一部がカーディフ中央駅まで延長運転される。カーディフからマンチェスターまでの所要時間は約3時間40分。主に220形又は221形で運行される。

### ウェールズ鉄道交通サービス
- Valleys＆Cardiff Local Routesとして知られる地方の都市鉄道網で頻繁なコミューターサービスを運営する。
- 主にウェールズ南部と西部の地域サービスを、通常1時間に1本から2本、チェプストウ（英語版）経由でスウォンジー、エブブ・ベール・タウン（英語版）、ミルフォード・ヘブン（英語版）、カーマーゼン（英語版）、マエステッグ（英語版）、チェルトナム・スパ（英語版）などの目的地まで運行する。
- マンチェスター・ピカデリーへの1時間ごとのサービスや、ホーリーヘッドへの2時間ごとのサービスなど、ウェールズ・マーチズ線（英語版）を介した長距離サービスを運用する。プレミアサービスとして知られるホリーヘッドへのプレミアムデイリーリターンサービスも実施されている。
- アイルランドのロスレア港（英語版）に向かうステナラインのフェリーに接続する、フィッシュガード・ハーバー（英語版）に向かう列車も発着する。

## 参照
- ウェールズの鉄道駅のリスト
- ウェールズの交通
- イギリスの通勤鉄道
- カーディフの鉄道輸送